# François René Gebauer
François René Gebauer (* 15. März 1773 in Versailles, Frankreich; † 28. Juli 1845 in Paris) war ein französischer Komponist, Professor und Fagottist und Sohn eines deutschen Militärmusikers.

## Leben
Gebauer hatte vier Brüder Michel-Joseph Gebauer (1763–1812), Pierre-Paul Gebauer, Jean-Luc Gebauer und Étienne-François Gebauer, die alle musizierten (auch im Quintett miteinander) und komponierten.
Er erhielt zunächst bei seinem Bruder Michel Joseph Gebauer und dann bei François Devienne Musikunterricht. 1788 trat er der „Garde suisse“ in Versailles als Fagottist bei. Am 1. April 1790 wurde er Professor „École de la garde nationale“ und Mitglied des Orchesters der „Musique de la garde nationale de Paris“. Von 1801 bis 1826 war er Fagottist im Orchester der „Grande Opera“ in Paris. Am 3. August 1795 wurde er als Professor für Fagott an das Pariser Konservatorium berufen, dem er bis zum 23. September 1802 angehörte. Von 1824 bis zu seiner Pensionierung 1838 war er als Professor an der „École royale de musique“ tätig.

## Ehrungen (Auswahl)
- 1814: Ritter der Ehrenlegion und Komponist der Musik des Stabes seiner Garde (französisch Chevalier de la Légion d’honneur et compositeur de la musique de l’état-major de ses gardes) durch König Ludwig XVIII.
- Mitglied der Société des Enfants d’Apollon.

## Werke
Werke für Orchester
- Variation sur „Au claire de la lune“ für Fagott und Orchester

Werke für Blasorchester
- Pas de manoeuvre (No. 1)
- Pas de manoeuvre (No. 2)

Kammermusik
- 1816 Sechs Arien aus „Der Barbier von Sevilla“ von Gioacchino Rossini für zwei Fagotte
- Sechs konzertante Duos opus 2, für zwei Klarinetten
- Sechs konzertante Duos opus 8, für Klarinette und Fagott
- Menuet du Diable für Fagott
- Quintett Nr. 1 für Flöte, Oboe, Klarinette, Horn und Fagott
- Quintett Nr. 2 Es-dur für Flöte, Oboe, Klarinette, Horn und Fagott
- Quintett Nr. 3 c-moll für Flöte, Oboe, Klarinette, Horn und Fagott
- Notturno Nr. 2 über Arien von Wolfgang Amadeus Mozart und Gioacchino Rossini für Fagott und Klavier
- 3 Quartette opus 20, für Flöte, Oboe, Horn und Fagott
- 3 Quartette opus 27, für Flöte, Oboe, Horn und Fagott
- 10 Trios opus 33 für 3 Fagotte (auch für Violine, Violoncello und Fagott)
- 3 Quartette opus 37, für Horn, Violine, Viola und Basso
- Quartett g-moll opus 41, für Flöte, Klarinette, Horn und Fagott
- 3 Trios opus 42 für Flöte, Klarinette und Fagott
- Duos concertants opus 44, für 2 Fagotte
- Duos concertants opus 48, für Horn und Fagott
- Trio Nr. 1 für Klarinette, Horn und Fagott
- Trio Nr. 2 für Klarinette, Horn und Fagott
- Trio Nr. 3 für Klarinette, Horn und Fagott
- Variations sur "Au Clair de la Lune" für zwei Fagotte